# Plator solanensis
Plator solanensis là một loài nhện trong họ Trochanteriidae. Loài này phân bố ở Ấn Độ.